# Cardamine tenera
Cardamine tenera är en korsblommig växtart som beskrevs av Johann Georg Gmelin och Carl Anton von Meyer. Cardamine tenera ingår i släktet bräsmor, och familjen korsblommiga växter. Inga underarter finns listade i Catalogue of Life.